# Majotta a Unia Europejska
Majotta jest francuskim terytorium zależnym o statusie zbiorowości zamorskiej (collectivité territoriale Française). Nie jest częścią Unii Europejskiej i tylko w minimalnym stopniu respektuje prawo wspólnotowe. Wspólne relacje dwustronne zostały ustanowione specjalną decyzją Rady 76/568/EWG. W latach 2000–2007 otrzymała 15,2 mln euro z Europejskiego Funduszu Rozwoju, w latach 2008- 2013 przyznano kwotę w wysokości 22,2 mln euro. 
| Terytorium specjalne                                    | Majotta         |
| aplikacja prawa wspólnotowego                           | minimalne (OCT) |
| stosowanie prawa wspólnotowego w lokalnym sądownictwie? | Tak             |
| EURATOM?                                                | Tak             |
| Obywatelstwo UE?                                        | Tak             |
| wybory europejskie?                                     | Tak             |
| Strefa Schengen?                                        | Nie             |
| strefa VAT UE?                                          | Nie             |
| obszar celny UE?                                        | Nie             |
| jednolity rynek?                                        | częściowo       |
| strefa euro?                                            | Tak             |